# Sarikoli
El sarikoli és una de les llengües iràniques de la branca sud-oriental, concretament de l'anomenat grup pamirenc. A diferència d'altres idiomes d'aquesta família es parla a una regió de la Xina i no al Tajikistan o a l'Afghanistan. Es calcula que hi ha uns 20000 parlants d'aquesta llengua que no té alfabet oficial (els seus parlants, amb uns nivells alts d'analfabetisme, usen els sistemes d'escriptura de les llengües apreses a l'escola quan han de transcriure el sarikoli). La majoria dels seus parlants són plurilingües i és un idioma en risc d'extinció.
El sarkioli pertany genèticament a la subfamília shugni-rushan però és la més allunyada d'elles a causa de la seva ubicació geogràfica.
És una llengua sense gènere gramatical explícit i amb dos plurals, marcats pels morfemes -ef i -en. La frase té un ordre canònic que és subjecte-objecte-verb, indicant amb la posicio la funció sintàctica de cada paraula (tot i que existeix declinació).